# Ludwig Bechstein
Ludwig Bechstein (Weimar, 1801. november 24. – Meiningen, 1860. május 14.) német költő, író, könyvtáros, levéltáros.

## Életútja
Sokoldalú tehetség volt, mely a költészet és tudomány számos ágában érvényesült, de túlságos termékenysége nem engedte, hogy tartalom vagy alak tekintetében kiválóbb, maradandó becsű műveket hozzon létre. Költői művei közül említést érdemelnek: Die Halmonskinder (1830), Der Todtentanz (1831), Faustus (1883), Luther (1884) stb. Regényei: Das tolle Jahr (1833), Der Fürstentag (1834), Fahrten eines Musikanten (1836), Grumbach (1839) stb. regényes tárgyúak de a földolgozás sokszor köznapi. Maradandó becsűek a népköltészetre vonatkozó dolgozatai, melyek közül gyermekek számára írt két népmesegyűjteménye igen népszerű volt. Meiningenben hunyt el, mint udvari tanácsos és könyvtárnok.

## Magyarul

### 1919-ig
- Bechstein Lajos Eduárd: A gazdagság forrása. Gyakorlati szerkönyv gyárosok, kereskedők és mindennemű iparosok számára; ford. Murányvári; Kugler, Pest, 1864
- Egyszer volt, hol nem volt mesekönyv; átdolg. Győri Ilona; Lauffer, Bp., 188?
- Népmesék. Bechstein, Grimm, Andersen után az ifjúság számára; átdolg. Koltai Virgil; Márkus Ny., Bp., 1898
- Bechstein meséi. Az ifjúság számára; átdolg. Sárosi Kornél; Sachs-Pollák, Bp., 1902
- Bechstein összes meséi; átdolg., ford. Lajos Bácsi [Baróti Lajos]; Rozsnyai, Bp., 1910
- Bechstein meséi; ford. Dávid Margit; Magyar Kereskedelmi Közlöny, Bp., 1915
- Mesevilág; Grimm, Andresen, Bechstein nyomán átdolg. Rózsi néni; Eisler, Bp., 1916

### 1920–1944
- Mesék; ford. Schreyer Margit; Légrády, Bp., 1922
- Bechstein-mesék; ford. Evva Margit; Franklin, Bp., 1928
- Bechstein újabb meséi; ifjúsági átdolg. Lajos bácsi [Baróti Lajos]; Világirodalom, Bp., 1930
- Bechstein összes meséi; ifjúsági átdolg. Lajos bácsi [Baróti Lajos]; Világirodalom, Bp., 1930
- A törpék sapkája. Énekes színmű; Bechstein meséje után Szepesi Gyula; Klein, Rimavska Sobota, 1937
- Bechstein nagy mesekönyve; ford. Lajos bácsi [Baróti Lajos]; Aczél, Bp., 1940

### 1945–
- Az icike-picike emberke. Mesék; ford. Lengyel Balázs; Móra, Bp., 1958 (Kispajtások mesekönyve)
- Ludwig Bechstein legszebb meséi; vál. T. Aszódi Éva, ford. és átdolg. Lengyel Balázs, Rab Zsuzsa, Rónay György; Móra, Bp., 1961
- A beszélő szamár / Aranymarika és Szurokmarika; ford. Korda István; Ifjúsági, Bukarest, 1966 (Mesetarisznya)
- A kölestolvaj. Bechstein legszebb meséi; ford. és átdolg. Rab Zsuzsa, Lengyel Balázs, Rónay György; 2. felújított kiad.; Móra, Bp., 1984
- Az elvarázsolt királykisasszony; ford. Rab Zsuzsa; Móra, Bp., 1991 (Mama, mesélj!)
- A vitéz szabólegény; elmeséli Arnica Esterl, Ludwig Bechstein meséje nyomán, ford. Lőrincz Sándor; Opus, Pécs, 2004

## Források

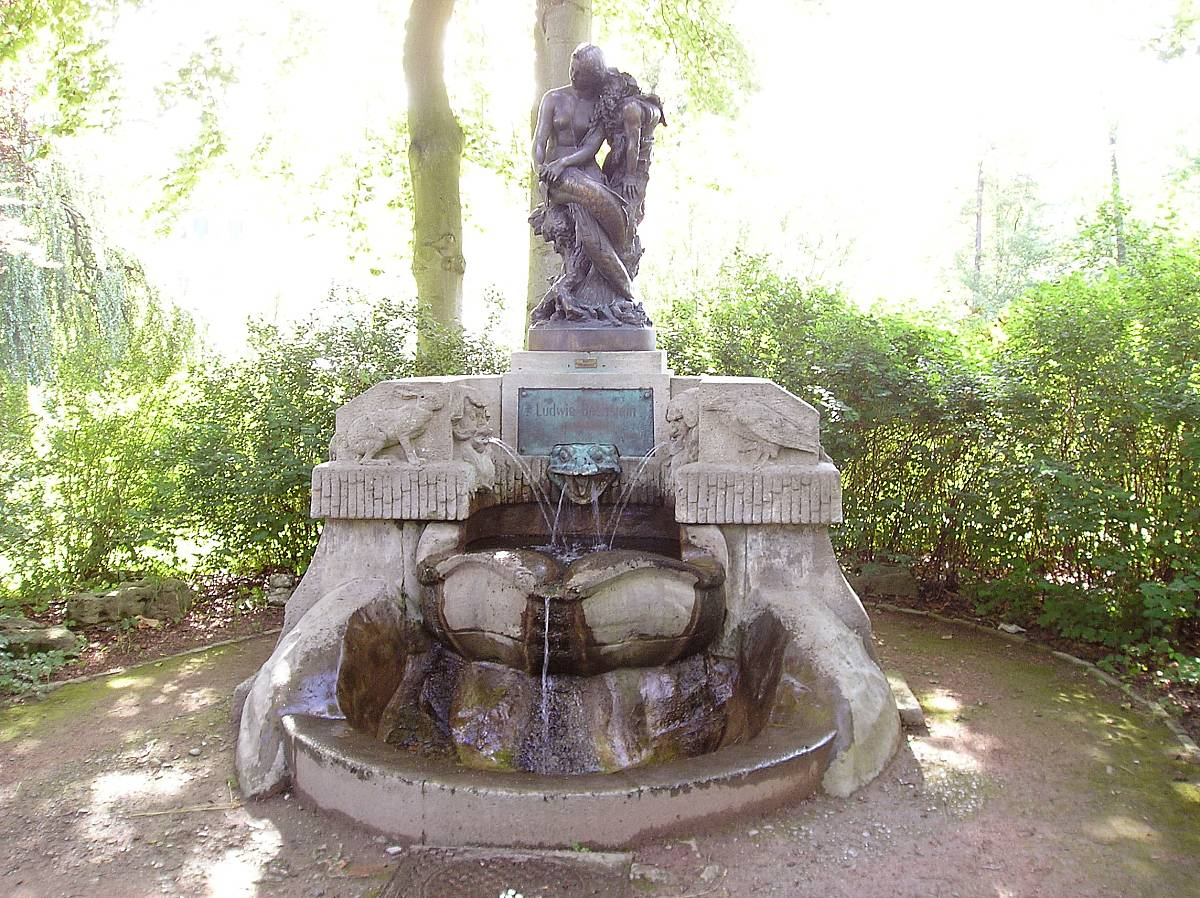
Bechstein-szökőkút Meiningenben